# Alcides Greca
Alcides Greca (13 de febrer de 1889, San Javier, Santa Fe, Argentina - 16 d'abril de 1956, Rosario, Santa Fe, Argentina) fou un advocat, periodista, cineasta, jurista, professor, escriptor i polític argentí.
Com a cineasta va dirigir la pel·lícula El último malón de 1917. Va defensar la causa indígena a Santa Fe, en tant que socialista, radical i partidari de la reforma universitària.

## Biografia

### Joventut
Alceides va néixer el 13 de febrer de 1889 com a segon fill del matrimoni de Magdalena Trucco i Francisco Greca, immigrants d'origen italià i francès, a la localitat de San Javier, Santa Fe. Formava part d'una família nombrosa, composta per onze germans més: Silvio, Erminda, Francisco, Alejandro, Teodora, Magdalena, Ana, Mercedes, María Isabel, Clorinda i Dora.
A la mateixa ciutat va rebre la seva primera educació, tenint com a companys indígenes mocovís, cosa que més tard va influir en els seus treballs. Per cursar la secundària es traslladà a la ciutat de Santa Fe, al Col·legi de la Inmaculada Concepción dels jesuïtes, i l'acabà al Col·legi Nacional Simón de Iriondo, sent diplomat de la primera promoció d'estudiants.

### Inicis de la carrera literària i periodística
Més tard viatjà a La Plata, Buenos Aires, per estudiar advocacia i hi va escriure les seves primeres obres: El Evangelio Rebelde, Laureles del Pantano i Lágrimas Negras. El 1912, quan li faltava molt poc per llicenciar-se, abandonà la carrera en ser elegit diputat per al seu departament.
El 1907 decidí començar la seva carrera periodística, i fundà el seu primer periòdic, El Mocoví, a San Javier. Després, fundà els periòdics La Pura Verdad, El Paladín del Norte i La Palabra (antecedent de l'actual El Litorial) el 1912, 1914 i 1915 respectivament. Els dos darreres els fundà a Santa Fe. A més, col·laborarà amb el diari La Capital de Rosario i la revista de Ciències Jurídiques i Socials d'Universitat del Litoral.
Mentrestant, el 1909, publicà el seu primer llibre, Palabras de Pelea. Més tard, acabà Simfonía del Cielo, una sèrie d'himnes en prosa, i Lágrimas Negras, una història de bogeria i dolor, l'any 1910. I el 1915 publicà Laureles del Pantano i El Evangelio Rebelde.

### El último malón
Fou reelegit diputat provincial el 1916, i el 1917 filmà El último malón, que és el primer llargmetratge argentí en 35 mil·límetres a filmar-se a l'interior del país. En aquesta pel·lícula es recrea l'última rebel·lió indígena esdevinguda al territori de Santa Fe, arran de la persecució dels aborígensa l'empara de la Llei de Territoris de 1884. Es basa en els fets esdevinguts al mes d'abril de 1904. Aquesta pel·lícula és produïda a Rosario, per Greca Film Empresa Cinematogràfica Rosarina. Aquest any, a més, acabà els seus estudis de Dret a La Plata.
El 1920 va contreure matrimoni amb Rosa Pierri, coneguda com a Roxana. Aquest mateix any fou elegit senador, i diputat constituent per a la reforma de la Constitució Provincial. El 1921 va néixer l'únic fill de la parella, Alcibíades Alejandro Greca.
El juliol de 1921, fou anomenat titular de dret administratiu i dret municipal comparat, a la Facultat de Ciències Jurídiques i Socials de la Universitat del Litoral, on dictaria càtedra durant 27 anys. Al llarg d'aquests anys realitzà viatges per l'interior del país, i el 1923 visità Xile, Perú, Bolívia i Uruguai, al costat dels germans Ángel i Alfredo Guido. Dos anys després va ser elegit diputat nacional per segona vegada.
Des del 1927 tornà a publicar. La primera novel·la d'aquest període fou Viento Norte, que va ser elogiada per la premsa argentina i estrangera. En 1929 va aparèixer La Torre de los Ingleses, un llibre que conté cròniques dels viatges realitzats l'any 1923, i el 1932 publicà Cuentos del Comité.
Va ser reelegit diputat nacional el 1930, però no va poder acabar el seu mandat a causa del cop d'estat del general Uriburu, i el 9 de desembre de 1933 fou detingut i portat a l'illa Martín García, per motius polítics. En sortir-ne, publicà Tras el alambrado de Martín García.
A Xile, Alcides publicà el 1936 La Pampa Gringa, i de nou Santa Fe publicà Tragedia espiritual de los Argentinos que hoy tienen 20 años, com a edició de la UNL.

### Darrers anys
Amb la seva esposa, va viatjar per Europa l'any 1951, però van haver de tornar abans del previst per la defunció d'una neta. El 1954, es jubilà com a professor universitari, comprà una granja a Oliveros, on es dedicà a conrear la seva horta i el seu jardí.
Més tard, li va ser diagnosticat una pancreatitis, i va ser traslladat amb urgència a un hospital de Rosario, on va morir el 16 d'abril de 1956 a l'Hospital Italiano.

## Obres
Obres narratives
- Palabra de Pelea (1909)
- Sinfonía del Cielo (1910)
- Lágrimas Negras (1910)
- El Evangelio Rebelde (1915)
- Laureles del Pantano (1915)
- Viento Norte (1927)
- La Torre de los Ingleses (1929)
- Cuentos del Comité (1931)
- Tras el alambrado de Martín García (1934)
- La Pampa Gringa (1936)

Pel·lícules
- El último malón (1917)

Obres científiques socials
- Influencia de la técnica en la evolución del derecho y del Estado
- Problemas del Urbanismo en la República Argentina
- El régimen de los servicios públicos en la ley orgánica municipal
- El régimen de la licitación pública
- El privilegio de los contratos públicos
- El sistema de la economía mixta en la realización de los servicios públicos
- Una Nueva Capital para la Nación Argentina (1950)